# Індастрі (Мен)
Індастрі (англ. Industry) — місто (англ. town) в США, в окрузі Франклін штату Мен. Населення — 788 осіб (2020).

## Демографія
Згідно з переписом 2010 року, у місті мешкало 929 осіб у 376 домогосподарствах у складі 264 родин. Було 625 помешкань
Расовий склад населення:
| - 97,2 % — білих - 0,2 % — корінних американців - 0,1 % — чорних або афроамериканців - 0,1 % — азіатів |

До двох чи більше рас належало 2,4 %. Частка іспаномовних становила 0,4 % від усіх жителів.
За віковим діапазоном населення розподілялося таким чином: 24,3 % — особи молодші 18 років, 60,2 % — особи у віці 18—64 років, 15,5 % — особи у віці 65 років та старші. Медіана віку мешканця становила 44,1 року. На 100 осіб жіночої статі у місті припадало 98,1 чоловіків;  на 100 жінок у віці від 18 років та старших — 94,7 чоловіків також старших 18 років.
Середній дохід на одне домашнє господарство  становив 63 736 доларів США (медіана — 47 917), а середній дохід на одну сім'ю — 69 092 долари (медіана — 57 045). Медіана доходів становила 39 583 долари для чоловіків та 33 021 долар для жінок. За межею бідності перебувало 11,6 % осіб, у тому числі 16,0 % дітей у віці до 18 років та 3,8 % осіб у віці 65 років та старших.
Цивільне працевлаштоване населення становило 487 осіб. Основні галузі зайнятості: освіта, охорона здоров'я та соціальна допомога — 23,8 %, виробництво — 15,0 %, роздрібна торгівля — 12,3 %, мистецтво, розваги та відпочинок — 11,7 %.